# Hockey Club Ascona
La fondazione dell'Hockey Club Ascona risale al 1939, quando un gruppo di temerari diede vita alle prime sfide ufficiali sul ghiaccio (allora naturale) della Siberia.

## Storia
Tra gli anni settanta e ottanta il club disputò diversi campionati di prima lega, arrivando a sfiorare la clamorosa promozione in Divisione Nazionale a due riprese. La squadra di allora poteva contare su due giocatori stranieri (come il compianto Rudolf Tajcnár) uniti ad un mix di giocatori indigeni e ad una schiera di giocatori provenienti dall'Hockey Club Lugano e dall'Hockey Club Ambrì-Piotta.
Dopo anni di permanenza in seconda divisione, la stagione 2008-2009 si è conclusa purtroppo con la relegazione in terza divisione della squadra, che si era piazzata penultima nel suo gruppo e ha perso lo spareggio per la salvezza contro la squadra di St. Moritz. L'obiettivo è quello di riportare in tempi rapidi la squadra in seconda divisione. Il settore giovanile dell'Hockey Club Ascona ha sempre ottenuto ottimi risultati, sfornando tra gli altri, importanti giocatori quali Ivan Gazzaroli, Paolo Duca e Giacomo Casserini; senza dimenticare che da Ascona sono passati anche i fratelli Peter Jaks e Pauli Jaks.
L'obiettivo della stagione 2014-2015 per la prima squadra è quello di immettere ulteriormente giovani giocatori in prima squadra, nel tentativo di conquistare nuovamente la Coppa Ticino già vinta per 8 volte e di disputare un campionato al vertice. A livello di settore giovanile, con l'aggiunta della compagine Novizi e con le collaborazioni con l'HC Vallemaggia e con l'HC Lugano si punta a consolidare l'intero settore. Nella stagione 2015-2016 L'Ascona ottiene la promozione in seconda lega.

## Cronologia
L’Hockey Club Ascona (HCA) nasce ufficialmente nel 1939, in un periodo storico segnato dall’inizio della Seconda Guerra Mondiale. Prima della fondazione, nella zona denominata “Siberia” ad Ascona, appassionati locali praticavano una forma rudimentale di hockey su ghiaccio naturale che si formava per poche settimane all’anno. Con l’impegno di un gruppo di giovani, tra cui spicca il nome di Guido Pancaldi — noto anche come arbitro del programma televisivo Jeux sans frontières — venne realizzata la prima pista di ghiaccio naturale della regione: la Pista Siberia.
Durante gli anni ’70 e ’80, l’HCA visse il suo periodo d’oro, militando stabilmente in 1ª divisione e sfiorando due volte la promozione in Serie B (Divisione Nazionale), senza tuttavia riuscire a conquistarla.
Negli anni successivi, il club rimase a lungo in 2ª divisione fino alla stagione 2008/2009, quando subì la retrocessione in 3ª divisione. Dopo alcuni anni di permanenza in questa categoria, l’HCA conquistò nuovamente la promozione in 2ª divisione nella stagione 2015/2016, venendo però retrocesso al termine della stagione seguente (2016/2017).
Dal campionato 2022/2023, l’Hockey Club Ascona milita nuovamente in 2ª divisione, con l’obiettivo di consolidarsi nella categoria, favorendo la crescita di giovani talenti provenienti dall’HC Rivers (società nata nel 2020 dall’unione dei settori giovanili di HC Ascona, HC Valle Maggia e HC Valle Verzasca).
Nel corso della sua storia, l’HCA ha visto tra le proprie fila giocatori di spessore come Rudolf Tajcnár (presente nelle stagioni 1981/82 e 1985/86) e Richard Farda (stagione 1982/83). Anche i fratelli Peter e Pauli Jaks hanno vestito la maglia dell’HCA, insieme a numerosi atleti provenienti da squadre di alto livello come HC Ambrì-Piotta e HC Lugano.
Dal vivaio del club sono usciti giocatori che hanno militato a lungo in Serie A, come Ivan Gazzaroli, Paolo Duca e Giacomo Casserini.
Un traguardo storico è stato raggiunto al termine della stagione 2023/2024, quando, grazie alla collaborazione tra HCA, CPA (Club Pattinaggio Artistico) e Curling Club Ascona, al supporto del Comune di Ascona, dei Comuni limitrofi e di finanziatori privati, è stata completata la copertura della Pista Siberia. Questo intervento ha reso possibile lo svolgimento delle attività sportive su ghiaccio in condizioni ottimali durante tutta la stagione.

### Cronistoria
•	1939: Fondazione dell’Hockey Club Ascona e realizzazione della Pista Siberia (ghiaccio naturale).
	•	Anni ’70-’80: Militanza stabile in 1ª divisione; due tentativi di promozione in Serie B.
	•	2008/2009: Retrocessione in 3ª divisione.
	•	2015/2016: Promozione in 2ª divisione.
	•	2016/2017: Retrocessione in 3ª divisione.
	•	2022/2023: Nuova promozione e militanza stabile in 2ª divisione.
	•	2020: Fondazione di HC Rivers (unione settori giovanili di Ascona, Valle Maggia e Valle Verzasca).
	•	2024: Inaugurazione della copertura della Pista Siberia.

## Pista
L'Hockey Club Ascona disputa le sue partite casalinghe presso la pista della Siberia di Ascona. La Pista Siberia è l’impianto di ghiaccio di Ascona, situato nella zona chiamata “Siberia”, ed è oggi una struttura coperta e moderna. Al termine della stagione 2023/2024, grazie all’impegno congiunto dell’Hockey Club Ascona, del CPA Ascona, del Curling Club Ascona, del Comune di Ascona, dei Comuni limitrofi e di diversi sponsor privati, è stata completata la realizzazione della copertura permanente.
La nuova struttura garantisce l’utilizzo della pista per tutta la stagione invernale, indipendentemente dalle condizioni meteorologiche, favorendo la crescita sportiva nel settore dell’hockey, del pattinaggio artistico e del curling.

## Rosa
Rosa ufficializzata con riserva di modifiche per la stagione 2013-14

## Allenatori
| 1972-1982 | Elwyn Friedrich    |
| 1982-1989 | ?                  |
| 1989-1991 | Czeslav Borowicz   |
| 1991-1996 | Rostislav Čada     |
| 1996-2000 | Beat Eggimann      |
| 2000-2004 | Achille D'Ambrogio |
| 2004-2004 | Roland Schwerzmann |
| 2004-2005 | Paolo Angeloni     |
| 2005-2006 | Theo Wittmann      |
| 2006-2007 | Giordano Scalvini  |
| 2007-2008 | Paolo Angeloni     |
| 2008-2009 | Marzio Brambilla   |
| 2009-2012 | Christian Nicora   |
| Dal 2012  | Achille D'Ambrogio |

## Palmarès
- Coppa Ticino: 9

1999-2000, 2003-2004, 2004-2005, 2005-2006, 2009-2010, 2010-2011, 2011-2012, 2012-2013, 2015-2016